# 129 (szám)
A 129 (római számmal: CXXIX) egy természetes szám, félprím, a 3 és a 43 szorzata.

## A szám a matematikában
A tízes számrendszerbeli 129-es a kettes számrendszerben 10000001, a nyolcas számrendszerben 201, a tizenhatos számrendszerben 81 alakban írható fel.
A 129 páratlan szám, összetett szám, azon belül félprím, kanonikus alakban a 31 · 431 szorzattal, normálalakban az 1,29 · 102 szorzattal írható fel. Négy osztója van a természetes számok halmazán, ezek növekvő sorrendben: 1, 3, 43 és 129.
Középpontos oktaéderszám.
A 129 négyzete 16 641, köbe 2 146 689, négyzetgyöke 11,35782, köbgyöke 5,05277, reciproka 0,0077519. A 129 egység sugarú kör kerülete 810,5309 egység, területe 52 279,24335 területegység; a 129 egység sugarú gömb térfogata 8 992 029,856 térfogategység.
A 129 helyen az Euler-függvény helyettesítési értéke 84, a Möbius-függvényé 1, a Mertens-függvényé −1.

## A szám mint sorszám, jelzés
A 129-es szám szerepel a Fiat 129 személygépkocsi nevében.